# Criotettix bispinosus
Criotettix bispinosus är en insektsart som först beskrevs av Johan Wilhelm Dalman 1818.  Criotettix bispinosus ingår i släktet Criotettix och familjen torngräshoppor. Inga underarter finns listade i Catalogue of Life.